# Guardiola (planta)
Guardiola é um género botânico pertencente à família Asteraceae.